# آنتس لانئوتس
آنتس لانئوتس (استونیایی: Ants Laaneots؛ زادهٔ ۱۶ ژانویهٔ ۱۹۴۸) فرد نظامی، سیاستمدار و نماینده مجلس اهل استونی است.